# Rhoptria mardinata
Rhoptria mardinata là một loài bướm đêm trong họ Geometridae.